# Проєктна конструкторська документація
Проє́ктна (констру́кторська) документа́ція — сукупність конструкторських документів, виконаних на різних стадіях проєктування згідно з технічним завданням до розроблення робочої конструкторської документації. Проєктна документація містить: технічну пропозицію, ескізний і технічний проєкти.
- Технічна пропозиція — проєктна конструкторська документація, яка містить технічне і техніко-економічне обґрунтування доцільності розроблення виробу на підставі аналізу технічного завдання та опрацювання можливих варіантів конструкції виробу.
- Ескізний проєкт — проєктна конструкторська документація, яка містить принципові конструктивні розв'язки, достатні, щоб отримати загальну уяву про конструкцію та принцип дії виробу, а також дані, що визначають його відповідність призначеності, основні параметри і габаритні розміри.
- Технічний проєкт — проєктна конструкторська документація, яка містить остаточні технічні розв'язки що дають повну уяву про конструкцію розроблюваного виробу, та початкові дані для розроблення робочої конструкторської документації.